# Koudhoorn
Koudhoorn is een agrarisch buurtschap in de gemeente Putten, in de Nederlandse provincie Gelderland. Het is gelegen aan de zuidzijde van de provinciale weg tussen Putten en Garderen, en telt 440 inwoners (2004). Het gebied is omgeven door bos en ligt tegen de gemeentegrens met het Barneveldse dorp Garderen. De buurtschap is vanuit Putten en Garderen bereikbaar via de Garderenseweg (Putterweg).